# GEMIN2
GEMIN2 (англ. Gem nuclear organelle associated protein 2) – білок, який кодується однойменним геном, розташованим у людей на короткому плечі 14-ї хромосоми. Довжина поліпептидного ланцюга білка становить 280 амінокислот, а молекулярна маса — 31 585.
| 10         |  | 20         |  | 30         |  | 40         |  | 50         |
| ---------- |  | ---------- |  | ---------- |  | ---------- |  | ---------- |
| MRRAELAGLK |  | TMAWVPAESA |  | VEELMPRLLP |  | VEPCDLTEGF |  | DPSVPPRTPQ |
| EYLRRVQIEA |  | AQCPDVVVAQ |  | IDPKKLKRKQ |  | SVNISLSGCQ |  | PAPEGYSPTL |
| QWQQQQVAQF |  | STVRQNVNKH |  | RSHWKSQQLD |  | SNVTMPKSED |  | EEGWKKFCLG |
| EKLCADGAVG |  | PATNESPGID |  | YVQIGFPPLL |  | SIVSRMNQAT |  | VTSVLEYLSN |
| WFGERDFTPE |  | LGRWLYALLA |  | CLEKPLLPEA |  | HSLIRQLARR |  | CSEVRLLVDS |
| KDDERVPALN |  | LLICLVSRYF |  | DQRDLADEPS |  |            |  |            |

A: Аланін

C: Цистеїн

D: Аспарагінова кислота

E: Глутамінова кислота

F: Фенілаланін

G: Гліцин

H: Гістидин

I: Ізолейцин

K: Лізин

L: Лейцин

M: Метіонін

N: Аспарагін

P: Пролін

Q: Глутамін

R: Аргінін

S: Серин

T: Треонін

V: Валін

W: Триптофан

Кодований геном білок за функцією належить до фосфопротеїнів. 
Задіяний у таких біологічних процесах, як процесинг мРНК, сплайсинг мРНК, альтернативний сплайсинг. 
Локалізований у цитоплазмі, ядрі.